# Ferrocarril en Guipúzcoa
El ferrocarril en Guipúzcoa comenzó en 1863  con la inauguración del tramo desde Beasáín a San Sebastián. 

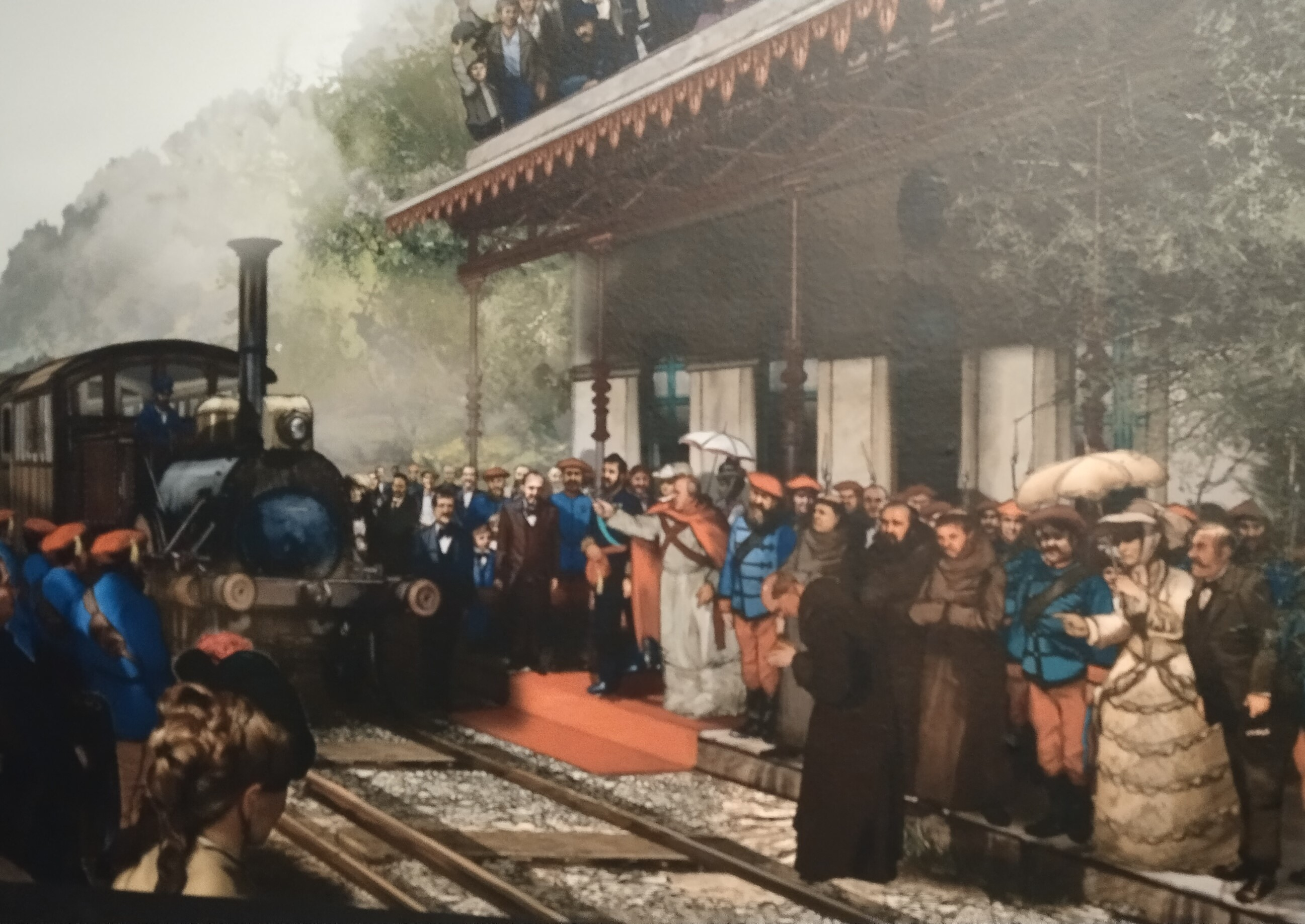
Llegada del ferrocarril a un pueblo de Guipúzcoa

Formaba parte de un proyecto más ambicioso que uniría Madrid y París a través de la geografía guipuzcoana y que sería completado en 1864.
La Compañía de los Caminos de Hierro del Norte de España  lideró la ejecución del proyecto, bajo la dirección del ingeniero francés   Letorneur,
Su construcción  supuso una gran inyección económica llegando a ocupar en algún momento a más de 10000 trabajadores. 
La llegada del ferrocarril propició un cambio de hábitos en la población guipuzcoana, al reducir el   aislamiento provocado  por la compleja orografía del territorio. Así mismo, contribuyó al desarrollo económico de la provincia durante las décadas posteriores.

## Historia
Una vez realizada la línea francesa París-Bayona,  se pensó que la unión ferroviaria Madrid-París era la mejor opción de futuro para integrarse en la Europa del progreso.
Guipúzcoa   mostró su interés por un proyecto llamado a vertebrar buena parte de su territorio. Sin embargo, en aquellos mismos momentos se impulsaba desde Navarra otra iniciativa, la del ferrocarril de los Alduides a través del Pirineo, que proponía enlazar directamente Pamplona con Baiona. Esta propuesta estaba apoyada por la familia Rotschill que tenía intereses comerciales en Francia.
De construirse esta vía férrea era de esperar que la mayor parte de las mercancías con origen o destino en el interior peninsular, optarían por embarcar o desembarcar en el puerto de Baiona en detrimento de la dársena donostiarra. 
Otra propuesta procedente de Bilbao era unir Bilbao con San Sebastián por la costa, dejando el interior de Guipúzcoa fuera del proyecto.
Para conjurar el peligro de quedar marginada por la nueva red de comunicaciones, las autoridades guipuzcoanas decidieron colaborar en la financiación de las obras del ferrocarril del Norte a su paso por el territorio.
Para ello, la Diputación a través de sus comisionados Fermín Lasala y Luis de Mariategui, negoció con el Crédito Mobiliario Español los términos de la subvención que permitiría desenclavar definitivamente el proyecto y, finalmente, el 29 de diciembre de 1857 se alcanzó un acuerdo por el que las obras del ferrocarril entre Irún, San Sebastián y Ordizia se realizarían en el plazo máximo de cuatro años, en lugar de los siete inicialmente establecidos en la concesión y, a cambio, Guipúzcoa contribuiría con 25 millones de reales, de los que la propia Diputación aportaría cuatro, mientras el resto se cubriría mediante una suscripción popular.
Un tercio de los inversores eran donostiarras y es destacable que la numerosa comunidad guipuzcoana en Cuba realizó una importante inversión.
El apoyo de los hermanos Pereire, que eran los propietarios de la línea Bayona - Burdeos fue importante para la elección del trayecto a través de Guipúzcoa.

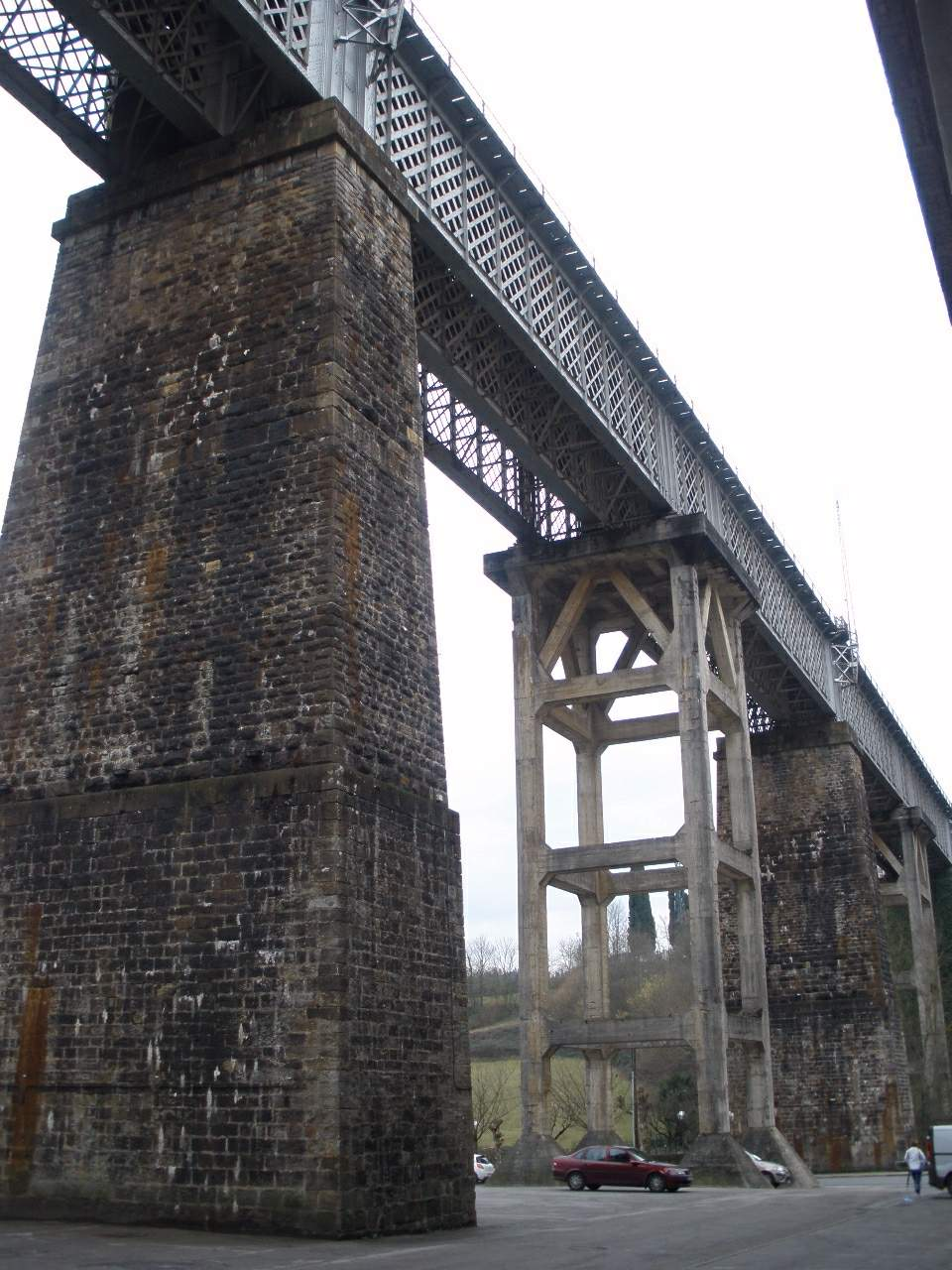
Viaducto de Ormaiztegui

Finalmente, el 15 de agosto de 1864 se celebraba en los andenes de la estación de San Sebastián, la inauguración definitiva del ferrocarril del Norte desde Madrid hasta Irún y París. Los actos fueron  presididos por el rey consorte Francisco de Asís que hizo el viaje inaugural.
Gustavo Adolfo Bécker hizo la crónica del viaje Madrid - San Sebastián en la prensa madrileña.
La inauguración del ferrocarril transformó los hábitos de la población, que hasta entonces no viajaba más allá de su entorno cercano. 
El trayecto Madrid San Sebastián duraba dos días y medio en carruaje y el tren lo acortó a 16 horas.  
El sistema de diligencias de Madrid a San Sebastián desapareció en 1870.  
En las siguientes décadas se desarrollaron otros trayectos como el Bilbao - San Sebastián en 1901, el  Topo entre Hendaya y San Sebastián en 1913,  el Plazaola que unía San Sebastián y Pamplona en 1914 o el tren del Urola entre Zumaya y Zumárraga en 1926.

## Obras destacadas
Para poder valorar la complejidad del trazado guipuzcoano   basta señalar que sus cien kilómetros de recorrido estaban jalonados por 31 túneles, siendo el más representativo el túnel de Oazurza, de 2.957 metros de longitud.
Por otra parte, el cruce de barrancos y ríos también exigió la construcción de 34 puentes. 
Once de los puentes del ferrocarril del Norte eran de estructura metálica y los restantes de sillería. Entre los primeros  destacaba viaducto de Ormaiztegui que, con sus cinco vanos, 288 metros de longitud y 35 metros de altura máxima, superó en su día diversos registros a nivel nacional.
Dada la complejidad de las obras,  se tuvo que contratar a un millar de obreros especializados del Piamonte italiano y cuentan que fueron ellos los que trajeron un nuevo instrumento de música, el acordeón diatónico que se popularizó rápidamente y que aquí se denominó 'Trikitixa'.

## Consecuencias
El trazado ferroviario a través de Guipúzcoa tuvo un impacto significativo en el desarrollo del territorio. 
Por un lado, facilitó el acceso de veraneantes a San Sebastián. Por otro, impulsó el crecimiento económico del interior, especialmente en las zonas con potencial industrial,  y fortaleció la posición del puerto de Pasajes como un nodo estratégico del comercio estatal, en competencia directa con el puerto de Bilbao.
La implicación activa de las autoridades guipuzcoanas en la promoción y apoyo al proyecto reflejó la conciencia del valor estratégico que el ferrocarril tenía para el futuro de la provincia.